# Elisa Rigaudo
Elisa Rigaudo, née le 17 juin 1980 à Coni (Piémont), est une athlète italienne spécialiste de la marche. Elle remporte le Challenge mondial de marche en 2004.

## Biographie
Elle interrompt brièvement sa carrière sportive pour devenir mère fin 2010 et se présente avec seulement 3 000 heures de marche d'entraînement et une participation à la Coupe d'Europe à Olhão, pour les Mondiaux à Daegu 2011. 
Elle y remporte la médaille de bronze, sa 1re en Championnats du monde, après disqualification d'une marcheuse russe arrivée en tête (janvier 2015). La médaille ne lui est décernée qu'en avril 2016 et remise le 22 février 2017. Elle met fin à sa carrière le lendemain 23 février à l'âge de 36 ans.

## Palmarès

### Jeux olympiques(d'étés)
- De 2004 à Athènes ( Grèce) : 6e sur 20 km marche ;
- en 2008 à Pékin ( Chine) :  médaille de bronze sur 20 km de marche ;
- 2012 à Londres ( Royaume-Uni) : 6e sur 20 km marche[6] ;
- 2016 à Rio de Janeiro  Brésil : 11e sur 20 km en marche.

### Championnats du monde d'athlétisme
- De 2003 à Paris ( France) : 10e sur 20 km ;
- en 2005 à Helsinki ( Finlande) : 7e sur 20 km de marche ;
- 2009 à Berlin ( Allemagne) : 8e sur 20 km en marche ;
- 2011 à Daegu ( Corée du Sud) :  médaille d'argent sur 20 km marche ;
- 2013 à Moscou ( Russie) : 5e sur 20 km marche.

### Championnats d'Europe d'athlétisme
De 2006 à Göteborg ( Suède) :  Médaille de bronze sur 20 km marche.

### Coupe d'Europe de marche
- 3e en 2005 ;
- 3e en 2011 (1 h 30 min 55 s, SB[pas clair]).